# Пољче (Радовљица)
Пољче (словен. Poljče) је насељено место у општини Радовљица, Горењска регија, Словенија.

## Историја
До територијалне реорганизације у Словенији било је у саставу старе општине Радовљица.

## Становништво
У попису становништва из 2011. године, Пољче је имало 217 становника.
| Број становника према пописима | Број становника према пописима | Број становника према пописима |
| ------------------------------ | ------------------------------ | ------------------------------ |
| 1991                           | 2002                           | 2011                           |
| 211                            | 201                            | 217                            |

## Галерија
- унутрашњост цркве
- пејзаж